# Nederlandse Top 40
Nederlandse Top 40 är en musiklista i Nederländerna. Det startade som "Veronica Top 40" för piratradion Veronica. 1974 blev det Nederlandse Top 40.